# Timna
|  | Per a altres significats, vegeu «Timna (Iemen)». |

Timna

Timna (תִּמְנָע, pronunciació hebrea: [timˈna(ʕ)]) és una vall amb riques mines de coure situada al sud d'Israel a 30 quilòmetres al nord del golf d'Aqaba i la ciutat d'Elat. La zona és rica en mena de coure i s'ha extret des del V mil·lenni aC. Hi ha controvèrsia si les mines estaven actives durant el Regne Unit bíblic d'Israel i el seu segon governant, el rei Salomó.
El coure s'ha extret a la zona des del 6è o 5è mil·lenni aC. El jaciment arqueològic indica que les mines de coure de la vall de Timna probablement formaven part del Regne d'Edom i treballades pels edomites, descrits com a enemics bíblics dels israelites, durant el segle X aC, el període del rei bíblic Salomó. La mineria va continuar pels israelites i els nabateus fins als segles I i II dC durant el període romà, i després de la conquesta àrab del segle vii, pel califat dels Omeies, fins que el mineral de coure es va fer escàs.
El coure s'utilitzava per a ornaments, però sobretot per tallar la pedra, com a serres, juntament amb la sorra.
Les mines s'explotaven ja fa uns quatre mil anys i van ser un factor determinant en la sedentarització dels pobles de la regió. Vers el 4000 aC la vall i altres més al nord (Feinan i Punon) va quedar dominada per la ciutat emmurallada d'Arad que com a mínim va controlar el comerç de coure cap a Canaan i segurament Egipte.
La zona va decaure a l'edat de bronze i sembla que les mines no es van explotar en aquest període però l'activitat es va recuperar a l'edat de ferro en què el control va passar al rei cananeu d'Amalec o Ir Amaleq. Aquesta ciutat estat es va enfrontar amb els protoisraelites. A partir de la dinastia XVIII d'Egipte la sobirania egípcia fou llunyana però permanent i encara que el poder no es va exercir amb soldats i sacerdots no cal dubtar que els egipcis exercien un virtual control de la zona minera. Amb la dinastia XIX fins i tot es va construir almenys un temple dedicat a Hathor que fou excavat als anys setanta. Ramsès III hi va fer una expedició comercial vers el 1170 aC. Sota la monarquia israelita va esdevenir Eziongezer.